# Taenaris zenada
Taenaris zenada är en fjärilsart som beskrevs av Hans Fruhstorfer 1904. Taenaris zenada ingår i släktet Taenaris och familjen praktfjärilar. Inga underarter finns listade i Catalogue of Life.